# Мезета
Месета (шп. Meseta - висораван) је висораван у Шпанији и Португалији, која заузима највећи део Пиринејског полуострва.

## Географија
.
Са севера висораван ограничавају Кантабријске, а на истоку Иберијске планине. У средишњем делу висоравни налазе се Средишњи Кордиељери (највиша тачка - Алмансор, 2592 м) који деле Мезету на два дела:
- Старокастиљански плато (Северна Мезета) - висине 800-1200 м, састоји се од кластита и кречњака. На северозападу (у Галицији) су лежишта руде гвожђа, злата, калаја и волфрама.
- Новокастиљански плато (Јужна Мезета) - висина 600-800 м, на југу је ограничена гребен Сијера Морена, где постоје налазишта олова, бакра, живе, кобалта и гвожђа.

Реке Мезете теку углавном од истока ка западу, а највеће су: Дуеро, Тахо, Гвадијана и Минхо.

## Клима и вегетација
Територија платоа (осим Галиције) се налази у залеђу Кантабријских планина, па је клима је медитеранска. Просечна годишња количина падавина је 400-500 мм, док је у околним планинама до 1500 mm. Лета су врућа, просечна јулска температура је 24°C. Зиме су релативно хладне, па је просечна температура у јануару око 5°C. Клима Галиција је умерена и морска.
Висораван је прекривена травом и жбунастом вегетацијом. У планинама, долинама река и у северозападном делу расту листопадне и четинарске шуме. Земљиште Мезете се користи за гајење усева и шећерне репе, за воћњаке и виногради, као и за узгој оваца.